# Strækningslokomotiv
Et strækningslokomotiv er et stort lokomotiv, der anvendes ved kørsel over længere strækninger med person- eller godstog. Modsætningen hertil er et rangerlokomotiv. 
Typiske danske strækningslokomotiver:
- Litra E, damplokomotiv
- Litra MY, dieselelektrisk lokomotiv
- Litra EG, elektrisk lokomotiv